# Eugent Bushpepa
Eugent Bushpepa (Rrëshen, 2 juli 1984) is een Albanese zanger.

## Biografie
Na het beëindigen van de middelbare school trok Bushpepa voor enkele jaren naar Italië. In 2006 keerde hij terug naar zijn geboorteland, waar hij als vaste zanger in een populaire televisieshow begon te werken. In 2007 bracht hij zijn eerste single uit. In december 2017 nam hij deel aan Festivali i Këngës, het meest prestigieuze Albanese muziekconcours dat ook dienstdoet als preselectie voor het Eurovisiesongfestival. Met Mall won hij het festival, waardoor hij Albanië mocht vertegenwoordigen op het Eurovisiesongfestival 2018 in de Portugese hoofdstad Lissabon, waar hij in de finale de elfde plaats bereikte.
2004: Anjeza Shahini · 
2005: Ledina Çelo · 
2006: Luiz Ejlli · 
2007: Aida & Frederik Ndoci · 
2008: Olta Boka · 
2009: Kejsi Tola · 
2010: Juliana Pasha · 
2011: Aurela Gaçe · 
2012: Rona Nishliu · 
2013: Adrian Lulgjuraj & Bledar Sejko · 
2014: Hersjana Matmuja · 
2015: Elhaida Dani · 
2016: Eneda Tarifa · 
2017: Lindita · 
2018: Eugent Bushpepa · 
2019: Jonida Maliqi · 
2021: Anxhela Peristeri · 
2022: Ronela Hajati · 
2023: Albina & Familja Kelmendi · 
2024: Besa · 
2025: Shkodra Elektronike
- Gemeinsame Normdatei: 1226883176
- International Standard Name Identifier: 0000 0004 7479 7884
- MusicBrainz: 913b7d83-d789-47d5-bb16-0115fdd325f0
- Virtual International Authority File: 8155707002022410464
- WorldCat: E39PBJxrXwdcVqk9Wxx6Hd8jYP